# Christoph Sumann
Christoph Sumann (ur. 19 stycznia 1976 w Judenburgu) – austriacki biathlonista i biegacz narciarski, trzykrotny medalista olimpijski i czterokrotny medalista mistrzostw świata.

## Kariera
Karierę sportową zaczynał od biegów narciarskich. Po raz pierwszy na arenie międzynarodowej pojawił się 4 grudnia 1993 roku w Tauplitz, gdzie zajął 97. miejsce w biegu na 10 km techniką klasyczną. W 1994 roku wystąpił na mistrzostwach świata juniorów w Breitenwang, zajmując siódme miejsce w sztafecie i 15. miejsce w biegu na 10 km stylem klasycznym. Jeszcze dwukrotnie startował na imprezach tego cyklu, zajmując między innymi siódme miejsce na dystansie 30 km stylem dowolnym podczas mistrzostw świata juniorów w Asiago w 1996 roku.
W Pucharze Świata w biegach narciarskich zadebiutował 11 stycznia 1997 roku w Hakubie, zajmując 30. miejsce w biegu na 10 km stylem klasycznym. Tym samym już w swoim debiucie zdobył pierwsze punkty. Nigdy nie stanął na podium zawodów tego cyklu, był jednak dwukrotnie czwarty w sprincie stylem dowolnym: 27 grudnia 1998 roku w Garmisch-Partenkirchen i dzień później w Engelbergu. Walkę o podium przegrywał kolejno z Arim Palolahtim z Finlandii i Patrikiem Mächlerem ze Szwajcarii. W klasyfikacji generalnej najwyżej uplasował się w sezonie 1997/1998, kiedy zajął 56. pozycję.
Mistrzostwa świata w Trondheim w 1997 roku były jego debiutem na imprezach tej rangi. Zajął tam 34. miejsce w biegu 30 km stylem dowolnym, a rywalizacji na dystansie 50 km techniką klasyczną nie ukończył. Wystąpił także na mistrzostwach świata w Lahti cztery lata później, gdzie był dziewiąty w sprincie stylem dowolnym. W biegach startował do końca sezonu 2001/2002.
Od 2000 roku zaczął starty w biathlonie. W Pucharze Świata w biathlonie zadebiutował 7 grudnia 2000 roku w Anterselvie, zajmując 19. miejsce w sprincie. Ponownie już debiucie zdobył więc pierwsze pucharowe punkty. Na podium zawodów tego cyklu po raz pierwszy stanął 21 grudnia 2001 roku w Osrblie, wygrywając rywalizację w tej samej konkurencji. Wyprzedził tam Szweda Henrika Forsberga oraz Andrija Deryzemlę z Ukrainy. W kolejnych startach jeszcze 16 razy stawał na podium, odnosząc przy tym sześć zwycięstw: 20 stycznia 2007 roku w Pokljuce i 16 marca 2013 roku w Chanty-Mansyjsku wygrał biegi pościgowe, 21 stycznia 2007 roku w Pokljuce i 11 stycznia 2009 roku w Oberhofie triumfował w biegach masowych, 21 grudnia 2001 roku w Osrblie był najlepszy w sprincie, a 17 grudnia 2009 roku w Pokljuce wygrał bieg indywidualny. Najlepsze wyniki osiągnął w sezonie 2009/2010, kiedy zajął drugie miejsce w klasyfikacji generalnej, za Emilem Hegle Svendsenem z Norwegii. W tym sezonie był też najlepszy w klasyfikacji biegu pościgowego i trzeci w klasyfikacji sprintu. Ponadto w sezonie 2006/2007 był drugi, a w sezonie 2008/2009 trzeci w klasyfikacji biegu masowego.
Pierwszy medal w karierze zdobył w 2005 roku, kiedy wspólnie z Danielem Mesotitschem, Friedrichem Pinterem i Wolfgangiem Rottmannem zajął trzecie miejsce w sztafecie podczas mistrzostw świata w Hochfilzen. Kolejne medale wywalczył na rozgrywanych cztery lata później mistrzostwach świata w Pjongczangu. Najpierw zajął drugie miejsce w biegu masowym, plasując się między swoim rodakiem - Dominikiem Landertingerem a Rosjaninem Iwanem Czeriezowem. Dzień później razem z Mesotitschem, Landertinger i Simonem Ederem był drugi w sztafecie. Wywalczył też brązowy medal w biegu indywidualnym podczas mistrzostw świata w Chanty-Mansyjsku w 2011 roku. W zawodach tych wyprzedzili go jedynie Tarjei Bø z Norwegii i Rosjanin Maksim Maksimow.
W 2002 roku wystąpił na igrzyskach olimpijskich w Salt Lake City, gdzie zajął 22. miejsce w biegu indywidualnym, szóste w sztafecie, a rywalizacji w sprincie nie ukończył. Na rozgrywanych cztery lata później igrzyskach w Turynie był między innymi siódmy w biegu pościgowym i dziewiąty w biegu masowym. Największe sukcesy osiągnął na igrzyskach olimpijskich w Vancouver w 2010 roku, zdobywając dwa medale. Sztafeta Austrii w składzie Simon Eder, Daniel Mesotitsch, Dominik Landertinger i Christoph Sumann zajęła drugie miejsce, ulegając tylko Norwegom. Ponadto w biegu pościgowym również wywalczył srebrny medal, rozdzielając Björna Ferry'ego ze Szwecji i Francuza Vincenta Jay. Był to pierwszy w historii złoty medal olimpijski dla Austrii w tej konkurencji. Brał też udział w igrzyskach olimpijskich w Soczi w 2014 roku, gdzie Austriacy zajęli trzecie miejsce w sztafecie. W startach indywidualnych najlepszy wynik osiągnął w biegu pościgowym, który ukończył na dwunastej pozycji.

## Osiągnięcia w biathlonie

### Zimowe igrzyska olimpijskie
| Rok  | Miejscowość    | Konkurencje | Konkurencje | Konkurencje | Konkurencje | Konkurencje | Konkurencje | Konkurencje |
| Rok  | Miejscowość    | IN          | SP          | PU          | MS          | RL          | MR          | SR          |
| ---- | -------------- | ----------- | ----------- | ----------- | ----------- | ----------- | ----------- | ----------- |
| 2002 | Salt Lake City | 22.         | DNF         | –           | nd.         | 6.          | nd.         | –           |
| 2006 | Turyn          | –           | 15.         | 7.          | 9.          | 17.         | nd.         | –           |
| 2010 | Vancouver      | 8.          | 12.         | 2.          | 4.          | 2.          | nd.         | –           |
| 2014 | Soczi          | 24.         | 20.         | 12.         | 27.         | 3.          | nd.         | –           |

### Mistrzostwa świata
| Rok  | Miejscowość     | Konkurencje | Konkurencje | Konkurencje | Konkurencje | Konkurencje | Konkurencje | Konkurencje |
| Rok  | Miejscowość     | IN          | SP          | PU          | MS          | RL          | MR          | SR          |
| ---- | --------------- | ----------- | ----------- | ----------- | ----------- | ----------- | ----------- | ----------- |
| 2001 | Pokljuka        | –           | 12.         | 24.         | –           | 8.          | nd.         | –           |
| 2002 | Oslo            | nd.         | nd.         | nd.         | 14.         | nd.         | nd.         | –           |
| 2003 | Chanty-Mansyjsk | 10.         | 8.          | 10.         | 29.         | 8.          | nd.         | –           |
| 2004 | Oberhof         | 66.         | 53.         | DNF         | –           | 9.          | nd.         | –           |
| 2005 | Hochfilzen      | 42.         | –           | –           | –           | 3.          | nd.         | –           |
| 2007 | Anterselva      | 11.         | 30.         | 15.         | 7.          | 6.          | –           | –           |
| 2008 | Östersund       | 22.         | 24.         | 17.         | 18.         | 4.          | –           | –           |
| 2009 | Pjongczang      | 17.         | DNF         | –           | 2.          | 2.          | –           | –           |
| 2011 | Chanty-Mansyjsk | 3.          | 27.         | 22.         | 27.         | 12.         | 9.          | –           |
| 2012 | Ruhpolding      | 43.         | 41.         | 42.         | –           | 5.          | 21.         | –           |
| 2013 | Nové Město      | –           | –           | –           | –           | 5.          | –           | –           |

### Puchar Świata

#### Miejsca w klasyfikacji generalnej
| Sezon     | Miejsce |
| --------- | ------- |
| 2000/2001 | 58.     |
| 2001/2002 | 18.     |
| 2002/2003 | 15.     |
| 2003/2004 | 40.     |
| 2004/2005 | 47.     |
| 2005/2006 | 16.     |
| 2006/2007 | 9.      |
| 2007/2008 | 32.     |
| 2008/2009 | 6.      |
| 2009/2010 | 2.      |
| 2010/2011 | 8.      |
| 2011/2012 | 35.     |
| 2012/2013 | 34.     |

#### Zwycięstwa w zawodach
| Lp. | Dzień       | Rok  | Miejscowość     | Konkurencja                | Pudła   | Czas biegu | Przypisy |
| --- | ----------- | ---- | --------------- | -------------------------- | ------- | ---------- | -------- |
| 1.  | 21 grudnia  | 2001 | Osrblie         | Sprint na 10 km            | 0+0     | 28:18,1    | –        |
| 2.  | 20 stycznia | 2007 | Pokljuka        | Bieg pościgowy na 12,5 km  | 1+0+0+0 | 34:25,9    | –        |
| 3.  | 21 stycznia | 2007 | Pokljuka        | Bieg masowy na 15 km       | 0+0+0+0 | 38:24,1    | –        |
| 4.  | 11 stycznia | 2009 | Oberhof         | Bieg masowy na 15 km       | 1+0+1+0 | 38:11,9    | –        |
| 5.  | 17 grudnia  | 2009 | Pokljuka        | Bieg indywidualny na 20 km | 0+0+0+1 | 52:19,8    | –        |
| 6.  | 16 marca    | 2013 | Chanty-Mansyjsk | Bieg pościgowy na 12,5 km  | 0+0+0+0 | 34:47,9    | –        |

#### Miejsca na podium chronologicznie
| Lp. | Dzień       | Rok  | Miejscowość     | Konkurencja                | Lokata | Pudła   | Czas biegu | Strata | Zwycięzca               |
| --- | ----------- | ---- | --------------- | -------------------------- | ------ | ------- | ---------- | ------ | ----------------------- |
| 1.  | 21 grudnia  | 2001 | Osrblie         | Sprint na 10 km            | 1.     | 0+0     | 28:18,1    | –      | –                       |
| 2.  | 14 stycznia | 2007 | Ruhpolding      | Bieg masowy na 15 km       | 3.     | 0+0+0+1 | 41:47,5    | +49,4  | Ole Einar Bjørndalen    |
| 3.  | 20 stycznia | 2007 | Pokljuka        | Bieg pościgowy na 12,5 km  | 1.     | 1+0+0+0 | 34:25,9    | –      | –                       |
| 4.  | 21 stycznia | 2007 | Pokljuka        | Bieg masowy na 15 km       | 1.     | 0+0+0+0 | 38:24,1    | –      | –                       |
| 5.  | 11 stycznia | 2009 | Oberhof         | Bieg masowy na 15 km       | 1.     | 1+0+1+0 | 38:11,9    | –      | –                       |
| 6.  | 21 lutego   | 2009 | Pjongczang      | Bieg masowy na 15 km       | 2.     | 2+0+0+1 | 38:41,4    | +8,9   | Dominik Landertinger    |
| 7.  | 13 marca    | 2009 | Vancouver       | Sprint na 10 km            | 3.     | 0+0     | 24:46,0    | +39,5  | Lars Berger             |
| 8.  | 26 marca    | 2009 | Chanty-Mansyjsk | Sprint na 10 km            | 3.     | 0+0     | 26:18,4    | +27,3  | Arnd Peiffer            |
| 9.  | 28 marca    | 2009 | Chanty-Mansyjsk | Bieg pościgowy na 12,5 km  | 3.     | 0+0+2+0 | 33:21,1    | +23,8  | Emil Hegle Svendsen     |
| 10. | 3 grudnia   | 2009 | Östersund       | Bieg indywidualny na 20 km | 3.     | 0+0+0+1 | 53:33,2    | +49,5  | Emil Hegle Svendsen     |
| 11. | 17 grudnia  | 2009 | Pokljuka        | Bieg indywidualny na 20 km | 1.     | 0+0+0+1 | 52:19,8    | –      | –                       |
| 12. | 16 lutego   | 2010 | Whistler        | Bieg pościgowy na 12,5 km  | 2.     | 0+0+1+1 | 33:54,9    | +16,5  | Björn Ferry             |
| 13. | 18 marca    | 2010 | Holmenkollen    | Sprint na 10 km            | 3.     | 0+0     | 26:17,5    | +9,4   | Martin Fourcade         |
| 14. | 21 marca    | 2010 | Holmenkollen    | Bieg masowy na 15 km       | 2.     | 2+0+0+1 | 40:36,4    | +26,3  | Iwan Czeriezow          |
| 15. | 8 marca     | 2011 | Chanty-Mansyjsk | Bieg indywidualny na 20 km | 3.     | 0+0+0+1 | 49:15,4    | +45,5  | Tarjei Bø               |
| 16. | 1 grudnia   | 2012 | Östersund       | Sprint na 10 km            | 3.     | 0+1     | 25:35,2    | +24,8  | Jean-Philippe Leguellec |
| 17. | 16 marca    | 2013 | Chanty-Mansyjsk | Bieg pościgowy na 12,5 km  | 1.     | 0+0+0+0 | 34:47,9    | –      | –                       |

## Osiągnięcia w biegach narciarskich

### Mistrzostwa świata
| Miejsce | Dzień     | Rok  | Miejscowość | Konkurencja             | Czas biegu | Strata  | Zwycięzca           |
| ------- | --------- | ---- | ----------- | ----------------------- | ---------- | ------- | ------------------- |
| 34.     | 21 lutego | 1997 | Trondheim   | 30 km stylem dowolnym   | 1:06:28,2  | +3:45,9 | Aleksiej Prokurorow |
| DNF     | 2 marca   | 1997 | Trondheim   | 50 km stylem klasycznym | 2:16:37,5  | -       | Mika Myllylä        |
| 9.      | 21 lutego | 2001 | Lahti       | Sprint stylem dowolnym  | 3:14,1     | -       | Tor Arne Hetland    |

### Mistrzostwa świata juniorów
| Miejsce | Dzień       | Rok  | Miejscowość | Konkurencja             | Wynik     | Strata  | Zwycięzca         |
| ------- | ----------- | ---- | ----------- | ----------------------- | --------- | ------- | ----------------- |
| 15.     | 26 stycznia | 1994 | Breitenwang | 10 km stylem klasycznym | 28:36,5   | +1:08,1 | Grigorij Gutnikow |
| 7.      | 28 stycznia | 1994 | Breitenwang | Sztafeta 4 × 10 km      | 1:55:55,6 | +4:10,5 | Japonia           |
| 30.     | 1 marca     | 1995 | Gällivare   | 10 km stylem klasycznym | 27:26,1   | +1:53,8 | Roman Mironow     |
| 11.     | 3 marca     | 1995 | Gällivare   | Sztafeta 4 × 10 km      | 1:51:54   | +1:59   | Włochy            |
| 18.     | 5 marca     | 1995 | Gällivare   | 30 km stylem dowolnym   | 1:22:35,2 | +3:35,7 | Pietro Broggini   |
| 34.     | 31 stycznia | 1996 | Asiago      | 10 km stylem klasycznym | 27:42,8   | +1:55,8 | Per Elofsson      |
| 13.     | 2 lutego    | 1996 | Asiago      | Sztafeta 4 × 10 km      | 1:50:39,4 | +34,2   | Rosja             |
| 7.      | 4 lutego    | 1996 | Asiago      | 30 km stylem dowolnym   | 1:33:18,9 | +4:49,4 | Fabio Santus      |

### Puchar Świata

#### Miejsca w klasyfikacji generalnej
- sezon 1996/1997: -
- sezon 1997/1998: 56.
- sezon 1998/1999: 76.
- sezon 1999/2000: 81.
- sezon 2000/2001: 89.
- sezon 2001/2002: 12.

#### Miejsca na podium w zawodach chronologicznie
Sumann nigdy nie stał na podium indywidualnych zawodów Pucharu Świata.